# Longinus Podbipięta

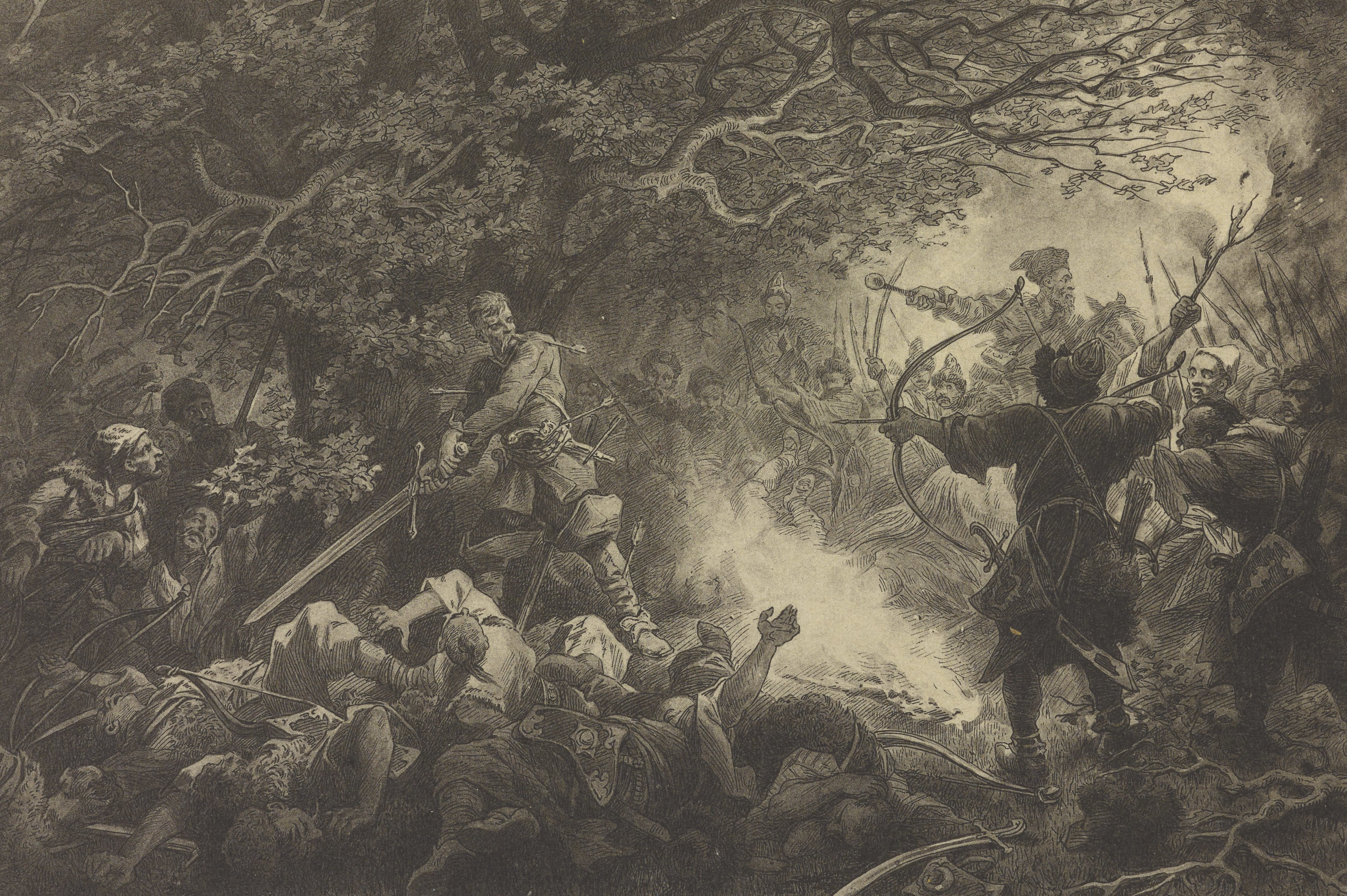
Śmierć Podbipięty

Longinus Podbipięta herbu Zerwikaptur (ur. ok. 1603, zm. 1649) – fikcyjna postać z Ogniem i mieczem Henryka Sienkiewicza. Pochodził ze wsi Myszykiszki.
W chwili rozpoczęcia powieści, czyli w 1647, miał około 45 lat.
Nosił pod pachą olbrzymi miecz krzyżacki, nazywany Zerwikapturem, który otrzymał po przodku Stowejce. W bitwie pod Grunwaldem przodek ten miał ściąć za jednym zamachem głowy trzech rycerzy noszących na tarczach kozie łby. W nagrodę owe łby dano mu do jego herbu, który nazwano Zerwikapturem (w rzeczywistości herb ten istniał już przed bitwą grunwaldzką; Bartosz Paprocki w swych Herbach rycerstwa polskiego wspomina Drogosława herbu Zerwikaptur, założyciela wsi Koziegłowy w 1106). Longinus jest wysoki i chudy, jego twarz ma melancholijny i sympatyczny wygląd. Jest on ostatnim męskim potomkiem rodu Podbipiętów, posiadającym fortunę na Litwie, skąd pochodzi. Jest człowiekiem głęboko religijnym.
Jego udział w powieści zaczyna się w karczmie w Czehryniu. Tam poznaje go Jan Skrzetuski, namiestnik chorągwi husarskiej księcia Jeremiego Wiśniowieckiego, który zabiera go do Łubniów, gdzie Podbipięta poznaje miłość swego życia, Anusię Borzobohatą-Krasieńską.
Nie może się z nią ożenić, ponieważ ślubował zachować czystość, dopóki nie zetnie trzech głów za jednym zamachem. Bierze udział w bitwie pod Konstantynowem, w oblężeniach Zamościa i Zbaraża. W ostatnim z wymienionych oblężeń ścina trzy głowy. Jako pierwszy ofiarowuje przekraść się ze Zbaraża do króla Jana Kazimierza Wazy. Ginie jednak podczas tego przedsięwzięcia. Zostaje pochowany w Zbarażu.
Według jednej z teorii pierwowzorem Podbipięty miał być słynący z nadzwyczajnej siły szlachcic kresowy Spirydion Ostaszewski.

## W filmie
W filmowej adaptacji w reżyserii Jerzego Hoffmana tę rolę grał Wiktor Zborowski. We wcześniejszej włoskiej ekranizacji z 1962 r. w roli Podbipięty wystąpił Bruno Nessi.

## W muzyce
Utwór Pan Podbipięta śpiewany przez Jacka Kaczmarskiego traktuje o tej postaci.